# Пепел (рассказ)
«Пепел» (англ. Ashes) — это самый ранний (1923) из четырех рассказов, созданных Говардом Лавкрафтом совместно с Клиффордом Мартином Эдди-младшим (англ. К. Eddie Junior) (1896—1967). Эдди был весьма плодовитым писателем и сотрудничал с несколькими литературными журналами, включая «Weird Tales». Участие Лавкрафта в данном рассказе ограничено редакторской правкой и добавлением некоторых деталей, тогда как в рассказах «Возлюбленные мертвецы» и «Слепоглухонемой» — вклад соавторов оценивается исследователями как примерно равный.

## Сюжет
Повествование ведется от лица Прэга, которому его друг Брюс рассказывает историю о профессоре Алистере. Брюс работал у него ассистентом вместе с мисс Марджори Парди, к которой он всякий раз обращался за помощью за помощью при проведении экспериментов, в суть которых Алистер категорически отказываясь посвящать их. Профессор проводил целые дни в кабинете, даже, не выходя поесть. Наконец он создал колбу с жидкостью, которая мгновенно обратила кролика в пепел. Ван Алистер хотел вооружить армию этими стеклянными бомбами, чтобы она смогла уничтожить весь мир! Профессор удаляется, мисс Марджори от волнения падает в обморок, но Брюс подхватывает ее на руки. Межу ними вспыхнула искра, а позже они признались в взаимных чувствах, предавшись страсти. 
На следующий день Брюс отлучается во время эксперимента, а когда возвращается, то видит, что Марджори исчезла. Он вошел в комнату Профессора, где стоял стеклянный гроб, заполненный пеплом. В углу комнаты лежало пальто и шляпка Марджори. Брюс нападает на профессора, который не смотря на старость, оказывает ему равно сопротивление. Оглушив Ван Алистера, он поместил его тело в гроб, где тот тут же растворился. 
Брюс посетил Прэга, который настаивает на том, что необходимо найти доказательства убийства Марджери. Они приезжают в лабораторию и находят Марджери запертой в кладовой. Профессор связал её и обратил в пепел собаку, а затем собирался убить Малкольма. 

## Персонажи
Прэг (англ. Prague) — внушал людям доверие в силу некой особенности своей натуры, ибо порой ему рассказывали такие истории, за возможность услышать которые иные отдали бы полжизни. И все же, несмотря на свою любовь ко всему странному и опасному, несмотря на тягу к исследованию глухих уголков малоизвестных стран, он был обречен на прозаичную, однообразную, бедную событиями жизнь простого коммерсанта.
Малкольм Брюс (англ. Malcolm Bruce) — друг Пэрга и ассистент Ван Алистера, будучи студентом изучал химию в университете.
Профессор Артур ван Алистер (англ. Arthur Van Allister) — преподаватель химии в университете.
мисс Марджори Парди (англ. Miss Marjorie Purdy) — ассистентка Ван Алистера, опрятная миловидная девушка, чрезвычайно ответственная и обязательная особа, причем столь же привлекательная, сколь компетентная. Казалось, для нее вообще не существует неразрешимых проблем. В области химии она чувствовала себя как рыба в воде!

## Вдохновение
С. Т. Джоши пишет, что «Пепел» написан Эдди-младшим, под редакцией Лавкрафта, который выступал в качестве наемного автора, и внес лишь небольшие правки в работу Эдди. Вопрос причастности Лавкрафта остается спорным. 
Рассказ о безумном ученом заметно отличается от «Герберт Уэст — реаниматор», а так же в нем описаны романтические отношения,  —  что крайне необычно для Лавкрафта.